# Heart of Stone Tour
El Heart of Stone Tour (también conocido como Cher Tour 1990) fue la cuarta gira de conciertos de la cantante estadounidense Cher.

## Lista de canciones
- Introducción

1. "I'm No Angel"
2. "Hold On"
3. "We All Sleep Alone"
4. "Bang Bang (My Baby Shot Me Down)"
5. "I Found Someone"
6. "Perfection"
  - Love Fight Interlude
7. "Tougher Than the Rest"
  - Movie Medley
8. "After All"  (solamente Cher)
9. "If I Could Turn Back Time"
10. "Many Rivers to Cross"
11. "Heart of Stone" (en ocasiones omitida)
12. "Takin' It to the Streets"

## Fechas de la gira
| Fecha                   | Ciudad            | País           | Lugar                                     |
| ----------------------- | ----------------- | -------------- | ----------------------------------------- |
| Norteamérica            |                   |                |                                           |
| 31 de marzo de 1990     | Dallas            | Estados Unidos | Coca-Cola Starplex Amphitheatre           |
| 1 de abril de 1990      | Houston           | Estados Unidos | The Summit                                |
| 2 de abril de 1990      | Austin            | Estados Unidos | Frank Erwin Center                        |
| 4 de abril de 1990      | Pensacola         | Estados Unidos | Pensacola Civic Center                    |
| 6 de abril de 1990      | Atlanta           | Estados Unidos | Omni Coliseum                             |
| 7 de abril de 1990      | Orlando           | Estados Unidos | Orlando Arena                             |
| 8 de abril de 1990      | Tampa             | Estados Unidos | USF Sun Dome                              |
| 11 de abril de 1990     | Miami             | Estados Unidos | Knight Center                             |
| 12 de abril de 1990     | Miami             | Estados Unidos | Knight Center                             |
| 27 de abril de 1990     | Atlantic City     | Estados Unidos | Copa Room                                 |
| 28 de abril de 1990     | Atlantic City     | Estados Unidos | Copa Room                                 |
| 29 de abril de 1990     | Atlantic City     | Estados Unidos | Copa Room                                 |
| 1 de mayo de 1990       | Providence        | Estados Unidos | Providence Civic Center                   |
| 2 de mayo de 1990       | Landover          | Estados Unidos | Capital Centre                            |
| 4 de mayo de 1990       | Atlantic City     | Estados Unidos | Copa Room                                 |
| 5 de mayo de 1990       | Atlantic City     | Estados Unidos | Copa Room                                 |
| 10 de mayo de 1990      | Uniondale         | Estados Unidos | Nassau Veterans Memorial Coliseum         |
| 12 de mayo de 1990      | East Rutherford   | Estados Unidos | Brendan Byrne Arena                       |
| 13 de mayo de 1990      | Worcester         | Estados Unidos | Centrum In Worcester                      |
| 15 de mayo de 1990      | Niagara Falls     | Estados Unidos | Niagara Falls Convention and Civic Center |
| 16 de mayo de 1990      | Pittsburgh        | Estados Unidos | Pittsburgh Civic Arena                    |
| 19 de mayo de 1990      | Auburn Hills      | Estados Unidos | The Palace of Auburn Hills                |
| 20 de mayo de 1990      | Cincinnati        | Estados Unidos | Riverfront Coliseum                       |
| 1 de junio de 1990      | St. Louis         | Estados Unidos | St. Louis Arena                           |
| 2 de junio de 1990      | Tinley Park       | Estados Unidos | World Music Theatre                       |
| 4 de junio de 1990      | Bloomington       | Estados Unidos | Met Center                                |
| 9 de junio de 1990      | Greenwood Village | Estados Unidos | Fiddler's Green Amphitheatre              |
| 14 de junio de 1990     | Las Vegas         | Estados Unidos | Siegfried & Roy Theatre                   |
| 15 de junio de 1990     | Las Vegas         | Estados Unidos | Siegfried & Roy Theatre                   |
| 16 de junio de 1990     | Las Vegas         | Estados Unidos | Siegfried & Roy Theatre                   |
| 17 de junio de 1990     | Las Vegas         | Estados Unidos | Siegfried & Roy Theatre                   |
| 18 de junio de 1990     | Las Vegas         | Estados Unidos | Siegfried & Roy Theatre                   |
| 19 de junio de 1990     | Las Vegas         | Estados Unidos | Siegfried & Roy Theatre                   |
| 21 de junio de 1990     | San Diego         | Estados Unidos | San Diego Sports Arena                    |
| 29 de junio de 1990     | Tempe             | Estados Unidos | ASU Activity Center                       |
| 6 de julio de 1990      | Milwaukee         | Estados Unidos | Marcus Amphitheater                       |
| 7 de julio de 1990      | Toledo            | Estados Unidos | Savage Hall                               |
| 9 de julio de 1990      | Richfield         | Estados Unidos | Coliseum at Richfield                     |
| Julyio 12, 1990         | Lexington         | Estados Unidos | Rupp Arena                                |
| 16 de julio de 1990     | Wantagh           | Estados Unidos | Jones Beach Marine Theater                |
| 17 de julio de 1990     | Philadelphia      | Estados Unidos | The Spectrum                              |
| 20 de julio de 1990     | Bristol           | Estados Unidos | Starlite Theatre                          |
| 26 de julio de 1990     | Moncton           | Canadá         | Moncton Coliseum                          |
| 27 de julio de 1990     | Halifax           | Canadá         | Halifax Metro Centre                      |
| 29 de julio de 1990     | Old Orchard Beach | Estados Unidos | Seashore Performing Arts Center           |
| 11 de agosto de 1990    | Sacramento        | Estados Unidos | ARCO Arena                                |
| 12 de agosto de 1990    | Oakland           | Estados Unidos | Oakland-Alameda County Coliseum Arena     |
| 14 de agosto de 1990    | Spokane           | Estados Unidos | Spokane Coliseum                          |
| 15 de agosto de 1990    | Tacoma            | Estados Unidos | Tacoma Dome                               |
| 18 de agosto de 1990    | Vancouver         | Canadá         | Pacific Coliseum                          |
| 21 de agosto de 1990    | Edmonton          | Canadá         | Northlands Coliseum                       |
| 25 de agosto de 1990    | Ottawa            | Canadá         | Lansdowne Park                            |
| 29 de agosto de 1990    | Toronto           | Canadá         | CNE Stadium                               |
| Europa                  |                   |                |                                           |
| 14 de octubre de 1990   | Dublín            | Irlanda        | Point Theatre                             |
| 16 de octubre de 1990   | Londres           | Inglaterra     | Wembley Arena                             |
| 17 de octubre de 1990   | Londres           | Inglaterra     | Wembley Arena                             |
| 19 de octubre de 1990   | Londres           | Inglaterra     | Wembley Arena                             |
| 21 de octubre de 1990   | Birmingham        | Inglaterra     | NEC Aarena                                |
| 23 de octubre de 1990   | Birmingham        | Inglaterra     | NEC Aarena                                |
| Oceanía                 |                   |                |                                           |
| 14 de noviembre de 1990 | Adelaide          | Australia      | Memorial Drive Park                       |
| 16 de noviembre de 1990 | Sídney            | Australia      | Sídney Entertainment Centre               |
| 17 de noviembre de 1990 | Sídney            | Australia      | Sídney Entertainment Centre               |
| 19 de noviembre de 1990 | Sídney            | Australia      | Sídney Entertainment Centre               |
| 20 de noviembre de 1990 | Sídney            | Australia      | Sídney Entertainment Centre               |
| 21 de noviembre de 1990 | Sídney            | Australia      | Sídney Entertainment Centre               |
| 23 de noviembre de 1990 | Melbourne         | Australia      | National Tennis Centre                    |
| 24 de noviembre de 1990 | Melbourne         | Australia      | National Tennis Centre                    |
| 26 de noviembre de 1990 | Melbourne         | Australia      | National Tennis Centre                    |
| 27 de noviembre de 1990 | Melbourne         | Australia      | National Tennis Centre                    |
| 28 de noviembre de 1990 | Melbourne         | Australia      | National Tennis Centre                    |
| Norteamérica            |                   |                |                                           |
| 2 de diciembre de 1990  | Las Vegas         | Estados Unidos | Siegfried & Roy Theatre                   |
| 3 de diciembre de 1990  | Las Vegas         | Estados Unidos | Siegfried & Roy Theatre                   |
| 4 de diciembre de 1990  | Las Vegas         | Estados Unidos | Siegfried & Roy Theatre                   |